# HTTP Location
HTTP Location 是在兩種情況下，因來自HTTP服務器的響應中返回頭域：
1. 要求網頁瀏覽器加載其他網頁（網域名稱轉址）。在这种情况下，應該使用HTTP狀態碼3xx發送Location頭（Location header）。當請求的URI具有以下內容時，Web服務器響應傳遞：
  - 临时移动;
  - 永久移动；
  - 處理請求，例如一個POST表單，以一個不同的URI来提供該請求的結果。
2. 提供有關新創建資源位置的信息。在這種情況下，應該使用HTTP狀態碼201或202發送Location頭。[1]

HTTP 1.1規範（IETF RFC 2616）的過時版本需要完整的重定向URI。 IETF HTTP工作組發現，最受歡迎的Web瀏覽器允許傳遞相對URL（relative URL） 。因此，更新后的HTTP 1.1規範（IETF RFC 7231）放寬了原始的約束，允許在位置標題中使用相對URL。

## 例子

### 絕對URL（Absolute URL）示例
絕對URL是一种以方案为头的URL (例如：http:，https:，telnet:，mailto:) ，並符合方案特定的語法和語義。 例如HTTP URL特定於HTTP方案的語法和語義需要用“主機”（Web服務器地址）和“絕對路徑”，其中可選元件為“端口”和“查詢”。
例如，客户端请求:
```
GET
 
/index.html
 
HTTP
/
1.1

Host
:
 
www.example.com

```

服务器回应:
```
HTTP
/
1.1
 
302
 
Found

Location
:
 
http://www.example.org/index.php

```

該位置的URL被客戶端重定向到http://www.example.org/index.php.

### 相對URL（Relative URL）示例
相對URL是不包含方案或主機的URL。為了理解，它們必須與原始請求的URL相結合。例如，客户端请求:
```
GET
 
/blog
 
HTTP
/
1.1

Host
:
 
www.example.com

```

服务器回应:
```
HTTP
/
1.1
 
302
 
Found

Location
:
 
/articles/

```

該位置的URL被客戶端擴展为http://www.example.com/articles/.